# サンタ・マルゲリータ・ダーディジェ
サンタ・マルゲリータ・ダーディジェ（伊: Santa Margherita d'Adige）は、イタリア共和国ヴェネト州パドヴァ県ボルゴ・ヴェーネトに属する分離集落（フラツィオーネ）。
かつては独立したコムーネであったが、2018年2月17日にメリアディーノ・サン・フィデンツィオ、サレットと合併して新自治体の一部となった。

## 地理

### 位置・広がり

#### 隣接コムーネ
コムーネとしてのサンタ・マルゲリータ・ダーディジェは、以下のコムーネと隣接していた。
- メリアディーノ・サン・フィデンツィオ
- メリアディーノ・サン・ヴィターレ
- オスペダレット・エウガーネオ
- ピアチェンツァ・ダーディジェ
- ポンソ
- サレット